# Hygroplitis russata
Hygroplitis russata är en stekelart som först beskrevs av Alexander Henry Haliday 1834.  Hygroplitis russata ingår i släktet Hygroplitis och familjen bracksteklar. Arten är reproducerande i Sverige. Inga underarter finns listade i Catalogue of Life.